# 黑季薩河

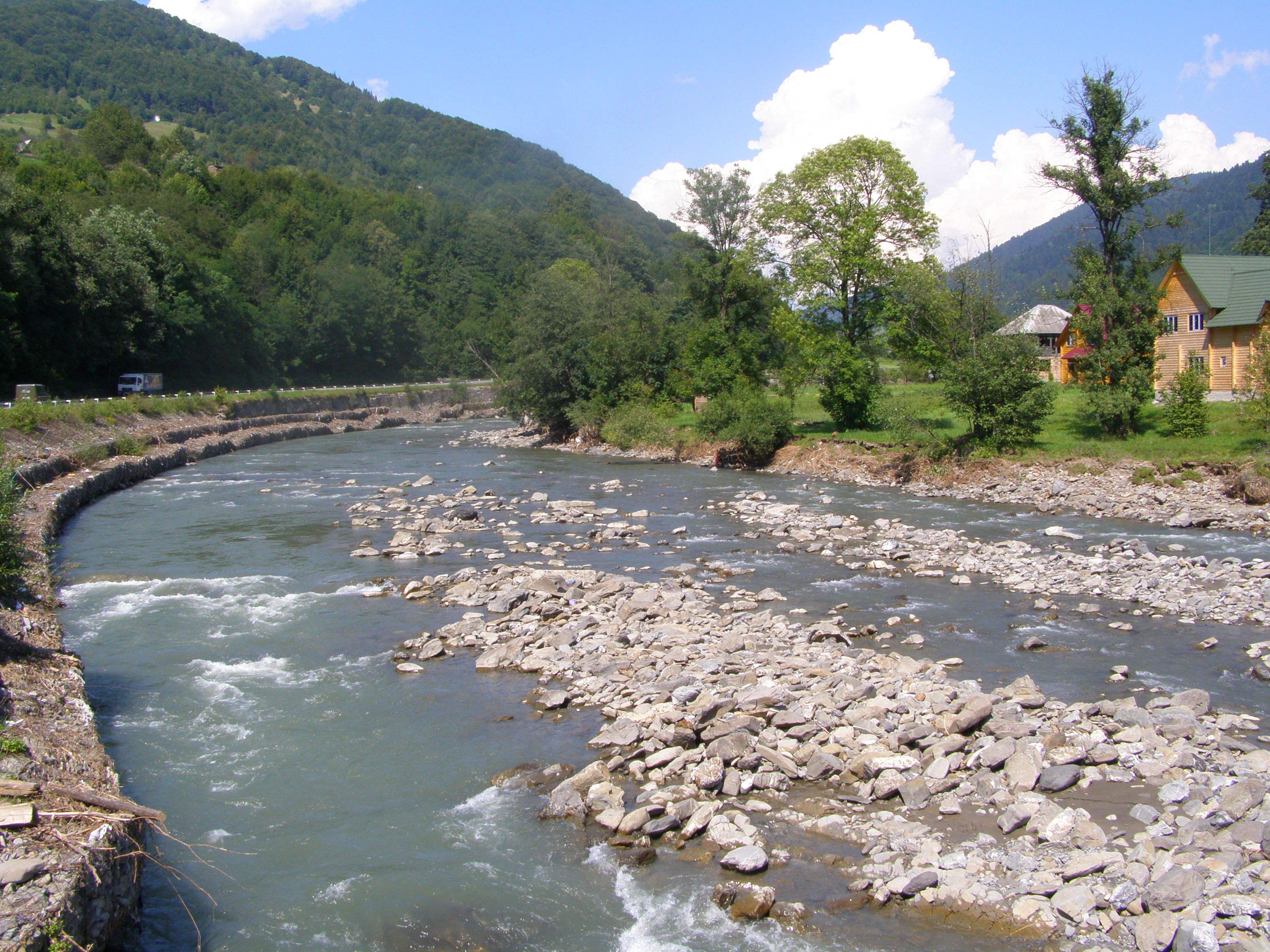

黑季薩河（烏克蘭語：Чорна Тиса），是烏克蘭的河流，位於該國西部外喀爾巴阡州，屬於蒂薩河的支流，流經拉希夫區，河道全長49公里，流域面積315平方公里。